# Metaltella arcoiris
Metaltella arcoiris är en spindelart som först beskrevs av Cândido Firmino de Mello-Leitão 1943. 
Metaltella arcoiris ingår i släktet Metaltella och familjen Amphinectidae. Inga underarter finns listade i Catalogue of Life.